# Куда (деревня)
Куда (бур. Худа) — деревня в Иркутском районе Иркутской области России. Входит в состав Хомутовского муниципального образования.

## География
Находится примерно в 19 км к северу от районного центра.

## Население
| 2002 | 2010  | 2011  | 2012  | 2021  |
| ---- | ----- | ----- | ----- | ----- |
| 1771 | ↗2399 | ↗2415 | ↗2558 | ↗4846 |

По данным Всероссийской переписи, в 2010 году в деревне проживало 2399 человек (1171 мужчина и 1228 женщин).